# 東ジュン
東 ジュン（あずま ジュン）は、日本の漫画家。大阪デザイナー専門学校・マンガ学科卒業(2009年)。専門学校卒業後、マンガ家としてデビューを果たす。

## 主な作品

### 連載
- HELL HELL（『月刊少年ガンガン』、『ガンガンONLINE』リピート連載、スクウェア・エニックス）
- 星姫と孤高のきつねくん（『ガンガンONLINE』、スクウェア・エニックス）
- ブレイブリーデフォルトアンソロジー(『月刊少年ガンガン』・スクウェア・エニックス)